# Len Hachborn
Leonard Hachborn (ur. 9 września 1961 w Brantford) – kanadyjski zawodowy hokeista na lodzie.

## Kariera zawodnicza
W latach 1983–1985 występował w lidze NHL na pozycji centra. Wybrany z numerem (184) w dziewiątej rundzie draftu NHL w 1981 roku przez Philadelphia Flyers. Oprócz drużyny z Philadelphii, grał także w Los Angeles Kings. W sezonach zasadniczych NHL rozegrał łącznie 102 spotkania. Zdobył 20 bramek, a przy 39 asystował. Ostatecznie karierę profesjonalisty zakończył w 2001 roku.

## Statystyki – sezony zasadnicze w NHL
| Sezon        | Drużyna             | Liczba meczów | Gole | Asysty | Punkty | Kary w min. |
| ------------ | ------------------- | ------------- | ---- | ------ | ------ | ----------- |
| 1983–1984    | Philadelphia Flyers | 38            | 11   | 21     | 32     | 4           |
| 1984–1985    | Philadelphia Flyers | 40            | 5    | 17     | 22     | 23          |
| 1985–1986    | Los Angeles Kings   | 24            | 4    | 1      | 5      | 2           |
| Podsumowanie |                     | 102           | 20   | 39     | 59     | 29          |